# Mount Aylmer
Mount Aylmer är ett berg i Kanada.   Det ligger i provinsen Alberta, i den centrala delen av landet, 3 000 km väster om huvudstaden Ottawa. Toppen på Mount Aylmer är 3 162 meter över havet. Mount Aylmer ingår i Palliser Range.
Terrängen runt Mount Aylmer är bergig åt sydost, men åt nordväst är den kuperad. Mount Aylmer är den högsta punkten i trakten. Trakten runt Mount Aylmer är nära nog obefolkad, med mindre än två invånare per kvadratkilometer.. Närmaste större samhälle är Banff, 19,1 km sydväst om Mount Aylmer. 
Trakten runt Mount Aylmer består i huvudsak av gräsmarker.